# Luzein
Luzein és un municipi del cantó dels Grisons (Suïssa), situat al districte de Prättigau/Davos.